# Gabriele Schopenhauer

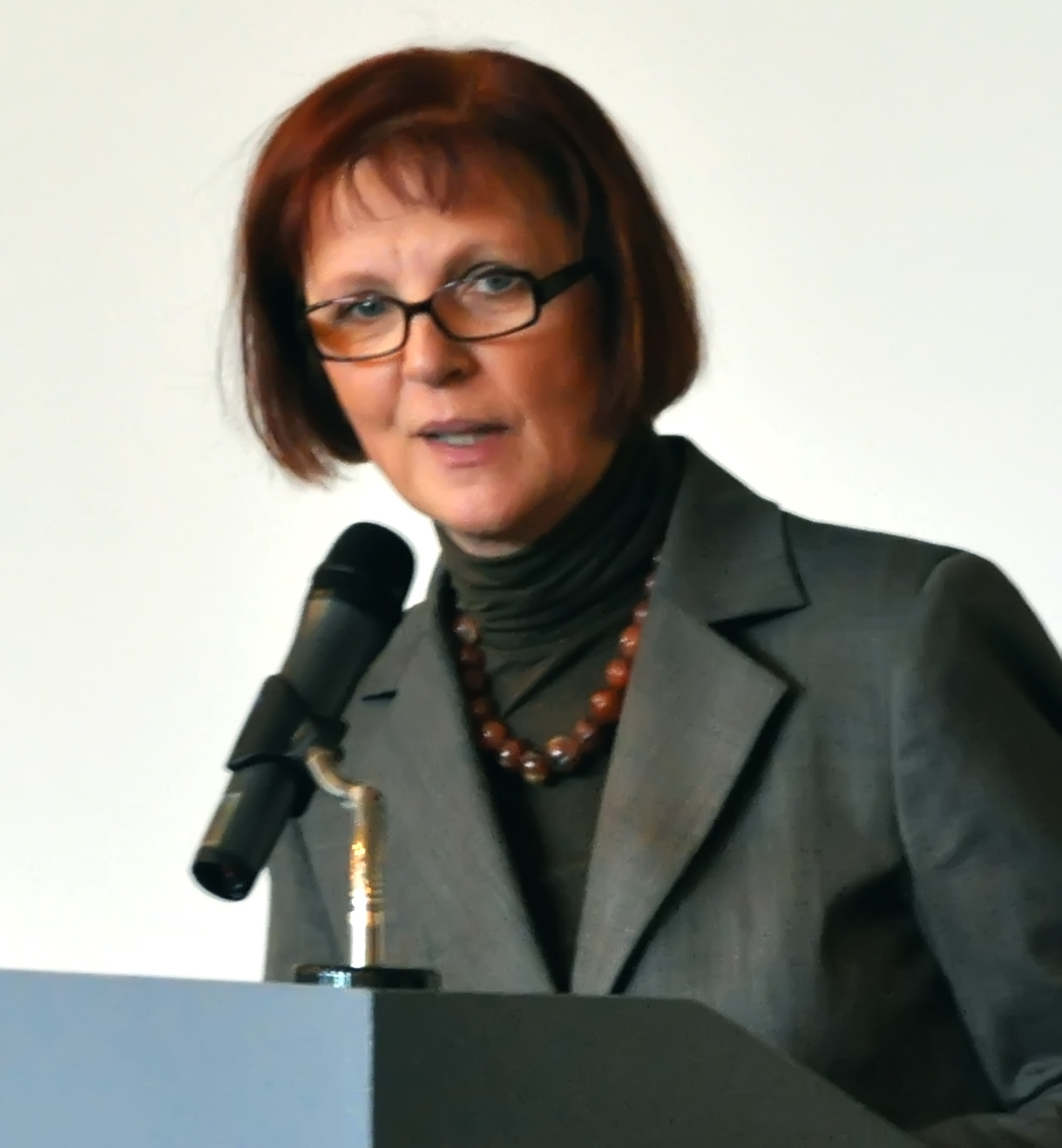
Gabriele Schopenhauer (2009)

Gabriele Schopenhauer (* 2. September 1951 in Eutin) ist eine deutsche Politikerin (SPD). Sie war zwölf Jahre lang Stadtpräsidentin der Bürgerschaft der Hansestadt Lübeck.

## Werdegang
Schopenhauer absolvierte die Ernestinenschule. Von Beruf war sie Studiendirektorin und gehörte zu den Gründern der Geschwister-Prenski-Schule.
Im Jahr 2008 wurde sie Vorsitzende der Lübecker Bürgerschaft mit Amtsbezeichnung „Stadtpräsidentin“ und somit nach der Lübecker Stadtverfassung vom 13. April 1946 oberste Repräsentantin der Hansestadt Lübeck. Das neben dem Stadtpräsidenten bestehende Amt des Lübecker Bürgermeisters bezeichnet seit 1950 dagegen – anders als in den meisten anderen deutschen Städten – den Leiter der Stadtverwaltung.
Schopenhauer ist seit dem Jahr 1988 Mitglied der SPD und gehört seit 1998 der Lübecker Bürgerschaft an. Dort war sie in zahlreichen Ausschüssen tätig, etwa dem Schul- und Sportausschuss, dem Ausschuss für Kultur und Denkmalpflege, dem Jugendhilfeausschuss und dem Schulleiterwahlausschuss. Sie wurde am 26. Juni 2008 in der konstituierenden Sitzung der neuen Lübecker Bürgerschaft in ihr Amt gewählt. Sie trat die Nachfolge von Peter Sünnenwold (CDU) an, der zum Stellvertretenden Stadtpräsidenten gewählt wurde. 2019 ehrte das Land Schleswig-Holstein Schopenhauer für ihr langjähriges Engagement in der Kommunalpolitik mit der Freiherr-vom-Stein-Verdienstnadel.
Zur Mitte der Bürgerschaftswahlperiode legte sie zum 16. November 2020 das Amt der Stadtpräsidentin aus persönlichen Gründen nieder. Ihre Nachfolge trat Klaus Puschaddel (CDU) an.
Die einzige Frau im Amt des Stadtpräsidenten war zuvor in den Jahren 1986 bis 1990 Ingeborg Sommer (SPD) gewesen.